# Призрак Оперы (фильм, 1962)
«Призрак Оперы» (англ. The Phantom of the Opera, 1962) — фильм ужасов. По одноимённому роману Гастона Леру.

## Сюжет
Бедный и добросердечный оперный композитор (Герберт Лом) вынужден продать свою последнюю партитуру, а после пожара, изуродовавшего его, затаиться в катакомбах здания лондонского театра с целью сорвать премьеру своей оперы.
После того, как он совершает несколько убийств, он влюбляется в оперную певицу (Хизер Сирс) и погибает, спасая её от падающей люстры.

## В ролях
- Герберт Лом — профессор Л. Петри
- Хизер Сирс — Кристина Чарльз
- Эдвард де Соуза — Гарри Хантер
- Торли Уолтерс — Латимер
- Майкл Гоф — лорд Aмброз д’Aрси
- Гарольд Гудвин — Билл
- Maртин Миллер — Росси
- Соня Гордо — Ивонна
- Рене Хьюстон — миссис Такер
- Keйт Пьотт — Уивер
- Джон Харви — сержант Викерс
- Майлс Маллесон — извозчик